# Biblioteca Lúcio Craveiro da Silva
A Biblioteca Lúcio Craveiro da Silva é uma Biblioteca Pública em Braga, Portugal.
Abriu oficialmente as suas portas ao público em 21 de Dezembro de 2004. Nasceu da união de vontades da Universidade do Minho e da Câmara Municipal de Braga, que em 1990 manifestaram o interesse, junto do Ministério da Cultura, na integração de Braga no projecto Bibliopolis, lançado pelo Instituto Português do Livro e das Bibliotecas para os grandes centros urbanos (quatro a nível nacional), tendo em vista a adesão à Rede Nacional de Leitura Pública.
Vocacionada e equipada segundo os mais modernos padrões internacionais, tem entre os seus objectivos a dinamização da leitura e a atracção de novos públicos, bem como o de criar as estruturas conducentes à concretização de uma Rede de Bibliotecas Escolares no concelho de Braga.
Situada no centro histórico de Braga, foi habilmente concebida pelo arquitecto Mário Abreu, de modo a preservar e expor os vestígios arqueológicos encontrados no local.
Este espaço, concebido para acolher simultaneamente 600 utentes de perfis diversos e em diferentes actividades, dispõe de três salas de leitura para adultos com capacidade de 200 lugares, numa das quais se disponibilizam cabinas de leitura individual, uma sala de leitura infanto-juvenil com 65 lugares e ainda um espaço autónomo especialmente destinado a actividades de animação infantil com 30 lugares. Uma sala de expressão plástica para actividades em grupo complementa o espaço destinado ao público mais jovem.
A audição de um CD, o visionamento de um filme, estão disponíveis em amplos e cómodos espaços concebidos para esse efeito e equipados com a mais moderna tecnologia e com capacidade para 30 utentes em utilização simultânea.
Um auditório com 160 lugares, uma sala de exposições e um bar com amplo espaço envolvente, onde em confortáveis sofás poderá tomar o seu café enquanto lê um jornal, uma revista ou um livro, completam o equipamento destinado ao público.
Nesta biblioteca poderão ser consultadas as obras publicadas em Portugal desde 1975, parte significativa em regime de livre acesso às estantes, num total de cerca de 250.000 obras. Estão também disponíveis 1.500 CD e DVD.
Ao dispor do utente existem 60 computadores com acesso às mais variadas fontes de informação disponíveis na Internet. Sendo este um espaço equipado com rede sem fios, o utente poderá navegar livremente na Rede.

## Ruínas romanas
Durante a construção da biblioteca apareceram restos de construções que estudos provaram ser a cloaca do cardo máximo norte e os embasamentos do pórtico que ladeava uma rua romana da cidade de Bracara Augusta.
Estas ruínas estão expostas na biblioteca, no local em que foram encontradas.

## Ligações Externas
Página oficial